# Suðurnesjabær
Suðurnesjabær est une ville en Islande située sur la côté ouest de la Reykjanesskagi dans la région de Suðurnes.
La municipalité est créée le 10 juin 2018 après la fusion de Sandgerði et Garður. En novembre 2018, les habitants de la commune sont invités à voter pour le nom de la commune fusionnée. Le nom Suðurnesjabær (Ville de la Péninsule du Sud) a reçu le plus de voix (75,3% des voix).

## Géographie